# Quinto gobierno de Juan Vicente Herrera
El quinto gobierno de Juan Vicente Herrera fue el ejecutivo regional de Castilla y León, constituido inicialmente tras la investidura en julio de 2015 de Juan Vicente Herrera como presidente de dicha comunidad autónoma española. Fue el último gobierno del político burgalés al frente del gobierno autonómico de Castilla y León.

## Historia
Investido por las Cortes de Castilla y León el 3 de julio de 2015, Juan Vicente Herrera tomó posesión de su quinto mandato como presidente de la Junta de Castilla y León el 6 de julio. Los miembros que escogió como consejeros de su gobierno tomaron posesión el 8 de julio, con la excepción de Juan Carlos Suárez-Quiñones, por incompatibilidad con su entonces vigente condición de delegado del Gobierno en Castilla y León.
Suárez-Quiñones juraría el cargo unos días más tarde, el 13 de julio, una vez cesado como delegado.
Con la salida de Rosa Valdeón de la Junta en septiembre de 2016, sus cargos fueron reasignados, entrando Carlos Fernández Carriedo en el gobierno como consejero de Empleo, y nombrándose como vicepresidente y como portavoz de la Junta, respectivamente, a José Antonio de Santiago-Juárez y a Milagros Marcos.
| Nombre                                | Retrato        | Cargo                                            | Inicio                   | Fin                      | Partido | Partido       | Refs        |
| ------------------------------------- | -------------- | ------------------------------------------------ | ------------------------ | ------------------------ | ------- | ------------- | ----------- |
| Juan Vicente Herrera                  |                | Presidente de la Junta de Castilla y León        | 6 de julio de 2015       | 12 de julio de 2019      |         | PP            |             |
| José Antonio de Santiago-Juárez López |                | Consejero de Presidencia                         | 8 de julio de 2015       | 17 de julio de 2019      |         | PP            | [ 5 ] [ 7 ] |
| José Antonio de Santiago-Juárez López | Vicepresidente | 13 de septiembre de 2016                         | 17 de julio de 2019      |                          |         | PP            | [ 5 ] [ 7 ] |
| Rosa María Valdeón Santiago           |                | Consejera de Empleo                              | 8 de julio de 2015       | 13 de septiembre de 2016 |         | PP            | [ 5 ]       |
| Rosa María Valdeón Santiago           | Vicepresidenta | 8 de julio de 2015                               | 13 de septiembre de 2016 |                          |         | PP            | [ 5 ]       |
| Rosa María Valdeón Santiago           | Portavoz       | 8 de julio de 2015                               | 13 de septiembre de 2016 |                          |         | PP            | [ 5 ]       |
| Carlos Fernández Carriedo             |                | Consejero de Empleo                              | 13 de septiembre de 2016 | 17 de julio de 2019      |         | PP            |             |
| Pilar del Olmo Moro                   |                | Consejera de Economía y Hacienda                 | 8 de julio de 2015       | 17 de julio de 2019      |         | PP            | [ 5 ]       |
| Juan Carlos Suárez-Quiñones Fernández |                | Consejero de Fomento y Medio Ambiente            | 13 de julio de 2015      | 17 de julio de 2019      |         | PP            | [ 5 ]       |
| Milagros Marcos Ortega                |                | Consejera de Agricultura y Ganadería             | 8 de julio de 2015       | 17 de julio de 2019      |         | PP            | [ 5 ] [ 7 ] |
| Milagros Marcos Ortega                | Portavoz       | 13 de septiembre de 2016                         | 17 de julio de 2019      |                          |         | PP            | [ 5 ] [ 7 ] |
| Antonio María Sáez Aguado             |                | Consejero de Sanidad                             | 8 de julio de 2015       | 17 de julio de 2019      |         | PP            | [ 5 ]       |
| Alicia García Rodríguez               |                | Consejera de Familia e Igualdad de Oportunidades | 8 de julio de 2015       | 17 de julio de 2019      |         | PP            | [ 5 ]       |
| Fernando Rey Martínez                 |                | Consejero de Educación                           | 8 de julio de 2015       | 17 de julio de 2019      |         | Independiente | [ 5 ]       |
| María Josefa García Cirac             |                | Consejera de Cultura y Turismo                   | 8 de julio de 2015       | 17 de julio de 2019      |         | PP            | [ 5 ]       |